# Yuying
Yuying (kinesiska: 御营镇, 御营) är en köping i Kina. Den ligger i provinsen Sichuan, i den sydvästra delen av landet, omkring 87 kilometer nordost om provinshuvudstaden Chengdu. Antalet invånare är 10 233. Befolkningen består av 5 042 kvinnor och 5 191 män. Barn under 15 år utgör 11,0 %, vuxna 15-64 år 75 %, och äldre över 65 år 12,0 %.
Genomsnittlig årsnederbörd är 1 156 millimeter. Den regnigaste månaden är juli, med i genomsnitt 309 mm nederbörd, och den torraste är december, med 8 mm nederbörd.